# Institut Mines-Télécom
El Institut Mines-Télécom es un establecimiento público adscrito al ministerio de Economía, Industria y Tecnología Digital, dedicado a la enseñanza superior y la investigación para la innovación en los ámbitos de la ingeniería y de la tecnología digital al servicio de la industria. Agrupa las escuelas de minas y de telecomunicaciones francesas, escuelas que, en su mayoría dependen del mismo ministerio. Se encuentra bajo la tutela del Consejo general de economía, industria, energía y tecnologías. 
Creado en 1996, fue denominado “Groupe des écoles des télécommunications” o GET y, después, “Institut Télécom”. En marzo de 2012, le fueron adscritas las escuelas de Minas, bajo la tutela del ministerio de industria. Entonces, adoptó su nombre actual, así como el estatus de EPSCP-Establecimiento público de carácter científico, cultural y profesional.
El instituto participa en la creación de la université Paris-Saclay, en 2019 la sede debe trasladarse a la plataforma de Saclay.

## Reseña histórica
En su origen, las escuelas de minas y las de telecomunicaciones constituían escuelas de ingeniería pero también escuelas de los altos cargos de la función pública, que permitían el acceso al cuerpo de ingenieros de minas o al de telecomunicaciones.

### Las escuelas de Minas
La école des mines de Paris se creó en 1793 para cubrir las necesidades de ingenieros de la industria minera que entonces se encontraba en el centro de la problemática industrial. Se trataba de una escuela de aplicación de la École polytechnique. A continuación, en 1816, se creó la école des mines de Saint-Étienne para formar a maestros mineros.  Luego, estas escuelas adquirieron la denominación de “école nationale des mines”. Después, en 1843 y 1878 se crearon las escuelas de Alès y de Douai. En 1919, se fundó el Instituto metalúrgico y minero que, en 1985, se convirtió en la école nationale supérieure des Mines de Nancy.
En 1991, las cuatro escuelas de París, Saint-Etienne, Douai y Alès, que en aquel entonces eran servicios del ministerio de industria se convirtieron en establecimientos públicos de carácter administrativo bajo la tutela del ministro de industria. Este estatus también se atribuyó a la école nationale supérieure des techniques industrielles et des mines de Nantes, creada por un decreto del mismo día, y a la école nationale supérieure des techniques industrielles et des mines d’Albi-Carmaux creada en 1993.
En los años 2000, se creó, en un marco informal, entre estas seis escuelas, un Grupo de las escuelas de minas (GEM), que asociaba también a la école des mines de Nancy, escuela interna del Institut national polytechnique de Lorraine que participa en el Concurso común Minas-Puentes al mismo título que las escuelas de París y de Saint- Étienne. El Grupo de las escuelas de minas (GEM) desapareció cuando se creó el Institut Mines-Télécom en 2012, fecha en la que la denominación de las siete escuelas se uniformizó en écoles nationales supérieures des Mines.

### Las escuelas Télécom
En 1878 se creó la école supérieure de télégraphie y, en 1942 se convirtió en la école nationale supérieure des télécommunications. Después, en 1977 se creó la école nationale supérieure des télécommunications de Bretagne y, en 1979 el Institut national des télécommunications (INT). Estas escuelas dependen de la dirección general de telecomunicaciones que, en 1990, se convirtió en el operador autónomo de derecho público France Télécom.
En 1996, France Télécom se convirtió en una sociedad anónima, y el Estado o algunas autoridades administrativas independientes asumieron algunas de sus misiones. Así, se creó el grupo de las escuelas de telecomunicaciones (GET) como establecimiento público de carácter administrativo bajo la tutela del ministro de telecomunicaciones. Entonces estaba formado por tres escuelas: la école nationale supérieure des télécommunications, la école nationale supérieure des télécommunications de Bretagne y el institut national des télécommunications. En 2009, el GET cambió su nombre por el de “Institut Télécom”.

### Acercamiento de las escuelas
En 2009, el cuerpo de ingenieros de minas se fusionó con el de telecomunicaciones y el Consejo general de industria, energía y tecnologías sucedió al Consejo general de minas y al Consejo general de tecnologías de la información. En un contexto de reagrupaciones y fusiones de establecimientos franceses de enseñanza superior, el 1 de marzo de 2012 se creó el Institut Mines-Télécom sucediendo al instituto Télécom. El nuevo instituto tiene el estatus de establecimiento público de carácter científico, cultural y profesional (EPSCP) bajo la tutela del ministro de industria y del ministro de comunicaciones electrónicas. Como consecuencia de la distinción entre las dos antiguas escuelas del INT, consta de cuatro escuelas internas. Las seis escuelas de minas, cuyo nombre cambió en la ocasión, dependen del instituto, pero siguen siendo establecimientos autónomos. En diciembre de 2015 el instituto se convirtió en miembro de la comunidad de universidades y establecimientos “Université Paris-Saclay”, ya que el conjunto de Télécom ParisTech, de las actividades de Télécom SudParis y la dirección general del instituto debía trasladarse a este campus en 2019. El traslado de la escuela de Minas ParisTech se anuló.
Se prevé la fusión de las escuelas de minas de Douai y Télécom Lille. También se prevé que las escuelas de las minas pierdan su personalidad jurídica en beneficio del instituto en enero de 2017.
La Ecole des mines de Nantes y Télécom Bretagne emprenden un proyecto de fusión, para crear una nueva escuela del Institut Mines-Télécom.

## Las escuelas
La sede del instituto está situada en los locales de Télécom Paris, Rue Barrault en París. El Institut Mines-Télécom consta de cuatro escuelas :
- Télécom Bretagne en Brest, Rennes y Toulouse (ex École nationale supérieure des télécommunications de Bretagne o ENST Bretagne);
- Institut Mines-Télécom Business School en Évry y Paris (ex INT) ;
- Télécom ParisTech en Paris y Sophia Antipolis (ex École nationale supérieure des télécommunications, Télécom Paris, o ENST) ;
- Télécom SudParis (ex INT).

Las siguientes escuelas están adscritas al Institut Mines-Télécom :
- la École nationale supérieure des mines d'Albi-Carmaux (Mines Albi-Carmaux);
- la École nationale supérieure des mines d'Alès (Mines Alès);
- la École nationale supérieure des mines de Douai (Mines Douai);
- la École nationale supérieure des mines de Paris (Mines ParisTech);
- la École nationale supérieure des mines de Nantes (Mines Nantes);
- la École nationale supérieure des mines de Saint-Étienne (Mines Saint-Étienne).

## Colaboradores estratégicos
El Institut Mines-Télécom mantiene estrechas relaciones con dos colaboradores estratégicos:
- ARMINES, estructura de investigación propia a las escuelas de Minas
- École nationale supérieure des mines de Nancy dependiente del ministerio de Enseñanza superior e Investigación

## Filiales
El Institut Mines-Télécom posee participaciones en dos filiales con otros colaboradores:
- Télécom Lille (ex ENIC, ex Télécom Lille1 con la Université Lille 1) en Villeneuve-d'Ascq, campus Cité scientifique.
- Eurécom (entre Télécom ParisTech y la École polytechnique fédérale de Lausanne) en Sophia Antipolis.

## Escuelas asociadas
El Institut Mines-Télécom también cuenta con trece escuelas asociadas:
- Télécom Nancy en Nancy (ex ESIAL)
- Télécom Saint-Étienne en Saint-Étienne (ex ISTASE)
- Télécom Physique Strasbourg en Estrasburgo (ex ENSPS)
- La ENSEIRB-MATMECA en Burdeos
- Sup'Com de Túnez
- El INP-ENSEEIHT en Toulouse
- La ENSIIE en Évry
- La ENSG en Nancy
- El IFMA en Clermont-Ferrand
- La ESIGELEC en Saint-Étienne du Rouvray
- Grenoble École de Management en Grenoble
- La ENIB en Brest
- La ENSSAT en Lannion

## Posicionamiento en el panorama de la enseñanza superior en Francia
El Institut Mines-Télécom es miembro de varios PRES :
- ParisTech a través de sus escuelas Télécom ParisTech y Mines ParisTech que son miembros fundadores,
- Paris Sciences et Lettres - Quartier latin a través de Mines ParisTech,
- Université européenne de Bretagne a través de Télécom Bretagne,
- UniverSud Paris a través de Télécom École de Management y Télécom SudParis,
- Université de Toulouse y Toulouse Tech a través de Mines Albi,
- Université Montpellier Sud de France (UMSF) a través de Mines Alès,
- Université Lille Nord de France a través de la École nationale supérieure des mines de Douai (Mines Douai) que es miembro fundador y Télécom Lille
- Université Nantes Angers Le Mans (UNAM) a través de la École nationale supérieure des mines de Nantes que es miembro fundador

El Instituto también es miembro de la Université Paris-Saclay.

## Anexos

### Artículos más generales
- Sistema educativo francés, Estudios superiores en Francia, Estudios de Ingeniería en Francia, Estudios de comercio en Francia

### Textos reglamentarios
- Decreto n.º 91-1033 de 8 de octubre de 1991 relativo a la Ecole nationale supérieure des mines de Paris (Mines ParisTech)
- Decreto n.º 91-1034 de 8 de octubre de 1991 relativo a la Ecole nationale supérieure des mines de Saint-Etienne (Mines Saint-Etienne)
- Decreto n.º 91-1035 de 8 de octubre de 1991 relativo a la Ecole nationale supérieure des mines de Alès (Mines Alès)
- Decreto n.º 91-1036 de 8 de octubre de 1991 relativo a la Ecole nationale supérieure des mines de Douai (Mines Douai)
- Decreto n.º 91-1037 de 8 de octubre de 1991 relativo a la Ecole nationale supérieure des mines de Nantes (Mines Nantes)
- Decreto n.º 93-38 de 11 de enero de 1993 relativo a la Ecole nationale supérieure des mines de Albi-Carmaux (Mines Albi-Carmaux)
- Decreto n.º 96-1177 de 27 de diciembre de 1996 modificado relativo a la creación del Institut Télécom
- Decreto n.º 2012-279 de 28 de febrero de 2012 relativo al Institut Mines-Télécom